# Амир-Тахмассеб, Бабак
Баба́к Ами́р-Тахмассе́б (перс. بابک امیرطهماسب‎; 19 мая 1976, Тегеран) — французский гребец-байдарочник иранского происхождения, выступал за сборную Франции в конце 1990-х — середине 2000-х годов. Участник двух летних Олимпийских игр, чемпион мира, серебряный призёр чемпионата Европы, победитель многих регат национального и международного значения.

## Биография
Бабак Амир-Тахмассеб родился 19 мая 1976 года в иранской столице Тегеране, однако впоследствии переехал на постоянное жительство во Францию. Активно заниматься греблей начал с раннего детства, проходил подготовку в Страсбурге в местном спортивном клубе «Страсбург О-Вив».
Первого серьёзного успеха на взрослом международном уровне добился в 1999 году, когда попал в основной состав французской национальной сборной и побывал на чемпионате Европы в хорватском Загребе, откуда привёз награду серебряного достоинства, выигранную в зачёте одиночных байдарок на дистанции 1000 метров — в решающем заезде его обошёл только венгр Акош Верецкеи. Благодаря череде удачных выступлений удостоился права защищать честь страны на летних Олимпийских играх 2000 года в Сиднее — вместе с напарником Филиппом Обертеном занял четвёртое место на пятистах метрах и пятое место на тысяче метрах, немного не дотянув до призовых позиций.
После сиднейской Олимпиады Амир-Тахмассеб остался в основном составе гребной команды Франции и продолжил принимать участие в крупнейших международных регатах. Так, в 2001 году на чемпионате мира в польской Познани в километровой гонке одиночек он обогнал всех своих соперников и завоевал тем самым золотую медаль. Будучи в числе лидеров французской национальной сборной, благополучно прошёл квалификацию на Олимпийские игры 2004 года в Афинах — в одиночках показал седьмой результат на пятистах метрах и дошёл до стадии полуфиналов на тысяче метрах. Вскоре по окончании этих соревнований принял решение завершить карьеру профессионального спортсмена, уступив место в сборной молодым французским гребцам.